# Разжижение грунтов
Разжижение грунта, ликвификация грунта (от лат. liquefactionem — разжижение) — процесс, вследствие которого грунт ведёт себя не как твёрдое тело, а как плотная жидкость (флюид). В грунте при этом снижается эффективное напряжение, достигается критическое ускорение или критический коэффициент пустотности. Разжижение более характерно для насыщенных влагой сыпучих грунтов, таких как илистые пески или пески, содержащие прослойки непроницаемых для воды отложений.
Разжижение с большей вероятностью произойдет в рыхлых почвах с плохим дренажём, таких как илистые пески или пескок и гравий, содержащие непроницаемые отложения[уточнить]. Такие породы часто находятся вдоль русел рек, у берегов, там, где накопился лёсс и песок. Некоторые примеры разжижения: плывун, плывунная глина, мутьевой поток и сейсмическое разжижение.[уточнить]
Разжижение грунта может произойти во время землетрясения, потому что при прохождении сейсмической волны частицы грунта начинают колебаться с разными скоростями и часть контактов между ними разрывается, в результате грунт может стать подобен пульпе — воде с взвешенными в ней песчинками. Вода стремится отжаться, но прежде чем грунт вернётся к первоначальному состоянию, здания, стоящие на нём, могут быть разрушены. Сильнейшие разрушения, вызванные разжижением грунтов, произошли в 1964 году: 27 марта у берегов Аляски близ Анкориджа и 16 июня в Ниигате. Разжижение в основном происходит в низинах, на морских побережьях, около рек, озёр и заливов. Например, в Калифорнии, где высока сейсмическая активность в районе разлома Сан-Андреас и других местах, разжижению подвержены районы побережья залива Сан-Франциско, берег Тихого океана и окрестности Лос-Анджелеса. Для уменьшения опасности разжижения применяются три метода: виброфлотация (вибрация с одновременным введением воды), дренаж (удаление воды из пласта) и удаление самого пласта, в котором есть вероятность разжижения.
С увеличением коэффициента бокового давления покоя (К0) в диапазоне от 0.4 до 1.2 динамическая устойчивость водонасыщенных песков разной плотности возрастает; причем вид этой зависимости несколько различен (по разбросу, степени влияния) для песков разной крупности.
В реальной жизни в областях где происходят разжижение у нас потеряна контактная прочность между частицами и грунт переходит в состояние флюида, модуль сдвига фактически равен нулю, то есть грунт не несёт абсолютно никакой нагрузки. Но для численного моделирования такие значения не подходят, так как это приводило бы к мгновенным бесконечным осадкам при любой даже самой маленькой нагрузке. Поэтому, в моделях грунта симулирующих разжижение искусственно введен остаточный модуль сдвига (в UBCSAND Fpost  обычно принимаемый 0.7 Pa), есть модуль сдвига, который будет при наступлении разжижения.

## История изучения явления
После разрушительных землетрясений на Аляске и в Ниигате, Япония, в 1964 году профессора Х. Б. Сид и И. М. Идрисс разработали и опубликовали методологию, названную «упрощенной процедурой» для оценки сопротивления разжижению грунтов. Эта процедура стала стандартной практикой в Северной Америке и большей части мира. Методология, которая в значительной степени является эмпирической, развивалась годами, прежде всего благодаря сводным статьям Х. Б. Сида и его коллег. Однако общего пересмотра или обновления процедуры не происходило с 1985 года, когда была опубликована последняя крупная статья профессора Сида и отчет семинара Национального исследовательского совета по разжижению почв. В 1996 г. профессора Т.Л. Юд и И.М. Идрисс с 20 экспертами для обзора событий за предыдущие 10 лет. Цель состояла в том, чтобы достичь консенсуса по обновлениям и дополнениям к упрощенной процедуре. Были рассмотрены следующие темы и разработаны рекомендации: (1) критерии, основанные на стандартных тестах на проникновение; (2) критерии, основанные на испытаниях на проникновение конуса; (3) критерии, основанные на измерениях скорости поперечной волны; (4) использование теста Беккера на проникновение в гравийный грунт; (4) коэффициенты масштабирования магнитуды; (5) поправочные коэффициенты для давления вскрышных пород и уклона грунта; и (6) входные значения магнитуды землетрясения и пикового ускорения. Были рассмотрены вероятностный и сейсмоэнергетический анализы, но никаких рекомендаций сформулировано не было. а Были рассмотрены следующие темы и разработаны рекомендации: (1) критерии, основанные на стандартных тестах на проникновение; (2) критерии, основанные на испытаниях на проникновение конуса; (3) критерии, основанные на измерениях скорости поперечной волны; (4) использование теста Беккера на проникновение в гравийный грунт; (4) коэффициенты масштабирования магнитуды; (5) поправочные коэффициенты для давления вскрышных пород и уклона грунта; и (6) входные значения магнитуды землетрясения и пикового ускорения. Были рассмотрены вероятностный и сейсмоэнергетический анализы, но никаких рекомендаций сформулировано не было. а Были рассмотрены следующие темы и разработаны рекомендации: (1) критерии, основанные на стандартных тестах на проникновение; (2) критерии, основанные на испытаниях на проникновение конуса; (3) критерии, основанные на измерениях скорости поперечной волны; (4) использование теста Беккера на проникновение в гравийный грунт; (4) коэффициенты масштабирования магнитуды; (5) поправочные коэффициенты для давления вскрышных пород и уклона грунта; и (6) входные значения магнитуды землетрясения и пикового ускорения. Были рассмотрены вероятностный и сейсмоэнергетический анализы, но никаких рекомендаций сформулировано не было. а (5) поправочные коэффициенты для давления вскрышных пород и уклона грунта; и (6) входные значения магнитуды землетрясения и пикового ускорения. Были рассмотрены вероятностный и сейсмоэнергетический анализы, но никаких рекомендаций сформулировано не было. а (5) поправочные коэффициенты для давления вскрышных пород и уклона грунта; и (6) входные значения магнитуды землетрясения и пикового ускорения. Были рассмотрены вероятностный и сейсмоэнергетический анализы, но никаких рекомендаций сформулировано не было.